# Motyginskij rajon
Il Motyginskij rajon è un rajon (distretto) del kraj di Krasnojarsk, nella Russia siberiana centrale; il capoluogo è l'insediamento di tipo urbano di Motygino.